# 佐藤孝司
佐藤 孝司(さとう たかし、1966年9月 - 2012年2月18日）は日本の教育者。学校法人佐藤栄学園の第二代理事長。

## 概要
1990年中央大学文学部、1992年同大法学部卒業。同年、佐藤栄学園国際教育部長に就任する。
2008年、父親の佐藤栄太郎の死去に伴い、父の跡をつぐ形で佐藤栄学園二代目理事長に就任し学園運営に尽力していたが、2012年（平成24年）2月18日食道静脈瘤破裂により逝去した。45歳没。墓所はさいたま市西区三橋の青葉園。

## 経歴
- 1992年（平成4年）佐藤栄学園国際教育部長に就任。
- 1995年（平成7年）埼玉工業専門学校校長に就任
- 2000年（平成12年）栄北高校の初代校長に就任[3]。
- 2005年（平成17年）2月1日花咲徳栄高等学校校長に就任[4]。
- 2008年（平成20年）埼玉栄高等学校の二代校長に就任[5]。
- 2008年（平成20年）佐藤栄学園二代目理事長に就任。
- 2012年（平成24年）2月18日 食道静脈瘤破裂により逝去。45歳没。

## 人物
父は佐藤栄学園理事長を務めた佐藤栄太郎、母は埼玉短期大学学長などを務めた佐藤照子（1939年-2004（平成16年）6月15日）。非常に酒類を好み、特にぶどう酒を好んでいた。また武道をたしなみ、特に柔道に秀でていた。